# 觀澤之戰
觀澤之戰，中国战国时期田齐击败赵国、魏国的战争，发生在公元前317年。
前318年（周慎靓王三年、齐宣王二年、赵武灵王八年、魏襄王元年、秦惠文王七年、楚怀王十一年、韩宣惠王十五年、燕王哙三年），楚国、赵国、魏国、韩国、燕国一起讨伐秦国，秦国出兵击败五国联军。前317年（周慎靓王四年、齐宣王三年、赵武灵王九年、魏襄王二年、韩宣惠王十六年、秦惠文王八年），秦国又在修鱼击败韩国。齐国以三晋都被秦国打败，兴师攻打赵国、魏国两国边境。赵国、魏国在觀澤（今河南省清丰县南）与齐国交战，结果被齐军击败。